# František Faktor (dělník)
František Faktor (15. listopadu 1951 Trpnouze – 31. října 1984) byl český dělník, který byl v roce 1984 zastřelen československou pohraniční stráží po překročení státní hranice do Rakouska při útěku z Československa.

## Život
Narodil se v roce 1951 v Trpnouzech. V mládí žil pouze se svou matkou Marií a dvěma sourozenci (Stanislavem a Irenou) ve Vyšném. Absolvoval sedm tříd základní školy, posléze však začal pracovat jako dělník, přičemž působil v několika různých státních firmách. Během svého života byl opakovaně odsouzen za drobné trestné činy, a to i nepodmíněně. Hlavní náplní jeho trestné činnosti měly být krádeže.
Před svým útěkem měl zastávat protikomunistické názory. Členy Pohraniční stráže měl zesměšňovat a provokovat je. Podle výpovědí jeho známých měl být dobrácké, veselé, ale vcelku také naivní povahy.

## Pokus o útěk ze země
V říjnu 1984 se pokusil o útěk z Československa tím, že překoná státní hranici, jež byla přísně střežena, neboť byla součástí Železné opony. Z pozice zaměstnance Československých státních drah se rozhodl, že tak učiní nedaleko Českých Velenic, jejichž prostředí dobře znal. Pravděpodobně se jednalo o náhlé rozhodnutí. Dodnes není zcela jednoznačné, co jej k němu vedlo.

### Průběh
Dne 30. října 1984 krátce před půl jedné se tak dostal do hraničního pásma, ve kterém podhrabal signální stěnu a posléze se mu podařilo přes hranici proniknout a dostat se na rakouské území. Po chvíli se ovšem vrátil, aby podhrabanou signální stěnu zamaskoval. Členové Pohraniční stráže jej ovšem pronásledovali v rozporu se zákonem i na území Rakouska, když se Faktor k signální stěně vracel. Poté, co si jich všiml, začal opět utíkat směrem do Rakouska. Pohraničníci poté pronikli asi půl kilometru za území státní hranice a po varovných výstřelech zahájili na rakouském území palbu ze samopalů. Vystřelili při ní na šest desítek nábojů. Poté, co se domnívali, že slyší projíždějící traktor, se vrátili na československé území. Posléze však na rakouské území vstoupil i velitel skupiny pohraniční stráže, který se vydal Faktora hledat. To se mu však nepodařilo a tak se vrátil zpět na československou stranu hranice.

### Úmrtí a vyšetřování incidentu
Faktor byl střelami pohraničníků zasažen a později nalezen na okraji lesa na rakouské straně hranice. Podle některých zdrojů se tak stalo o týden později, podle jiných ještě téhož dne. Podle některých zdrojů pak zemřel zřejmě prakticky okamžitě, neboť měl být několikrát zasažen do oblasti hrudníku. Podle jiných zdrojů byla nejpravděpodobnější doba úmrtí byla stanovena na ranní hodiny 31. října 1984, jeho příčinou mělo být kromě ztráty krve po průstřelu hrudníků také prochladnutí. Incidentem se poté zabývala řada československých orgánů včetně ÚV KSČ. Komunistický režim přitom poté sám zfalšoval výsledky vyšetřování, když i přes řadu přímých důkazů tvrdil, že českoslovenští pohraničníci na rakouském území vůbec nestříleli. Incident zároveň vyvolal diplomatickou roztržku mezi československou a rakouskou vládou. Faktorova rodina byla navíc až do pádu režimu sledována Státní bezpečností.
Po sametové revoluci byli dva pohraničníci, kteří Faktora zastřelili, v říjnu 1994 odsouzeni k dvouletým trestům odnětí svobody. Kvůli promlčení pak bylo v případu zastaveno trestní stíhání jejich nadřízených, nejprve v říjnu 1998 a poté v únoru 2001. V lednu 2021 byl v případu obžalován komunistický funkcionář Jan Fojtík, který však v době zahájení stíhání již trpěl demencí. V dubnu 2023 pak v případu mělo začít soudní líčení s tehdejším ministrem vnitra Vratislavem Vajnarem. Ten byl tou dobou již ve vážném zdravotním stavu a po dvou měsících zemřel. V případu bylo poté zahájeno stíhání zástupce náčelníka pohraniční stráže Jana Muzikáře.
Faktor byl poslední osobou, která byla na státní hranici pohraničníky zastřelena při pokusu utéct na západ. Pohřben byl na hřbitově v Trhových Svinech.